# Relaciones México-Surinam
Los Estados Unidos Mexicanos y la República de Surinam establecieron relaciones diplomáticas en 1975. Ambas naciones son miembros de la Asociación de Estados del Caribe, de la Comunidad de Estados Latinoamericanos y del Caribe, Naciones Unidas, y la Organización de Estados Americanos.

## Historia
México y Surinam son dos naciones de América con historias coloniales distintas. México, al igual que muchas otras naciones de la región, fue colonizada por España y ganó la independencia en 1821. Surinam es la única nación colonizada por los Países Bajos y ganó la independencia en 1975. Inmediatamente después de la independencia, México y Suriname establecieron relaciones diplomáticas en 25 de noviembre de 1975. En 1982, Surinam abrió una embajada en la Ciudad de México, pero en 1986, debido a restricciones presupuestarias, Surinam cerró su misión diplomática y desde entonces ha acreditado a su embajador en Washington D. C., Estados Unidos para México. México nunca ha abierto una embajada en Paramaribo, pero siempre ha mantenido un consulado honorario en la capital.
En 2002, el presidente surinamés Ronald Venetiaan visitó la ciudad de Monterrey, México, para asistir a la Cumbre Extraordinaria de las Américas. Mientras estuvo allí, se reunió con el presidente mexicano Vicente Fox. En abril de 2012, el presidente de Surinam Dési Bouterse visitó Puerto Vallarta, México, para asistir al Foro Económico Mundial sobre la Cumbre de América Latina organizada por el presidente mexicano Felipe Calderón. Ese mismo año, el presidente Felipe Calderón se reunió con el presidente Dési Bouterse mientras ambos líderes asistían a la Cumbre México-CARICOM en Barbados.
En septiembre de 2021, el presidente de Surinam Chan Santokhi realizó una visita a México para asistir a la Comunidad de Estados de América Latina y el Caribe en la Ciudad de México. En abril de 2023, ambas naciones celebraron su primera reunión bilateral de consultas sobre materias de interés común.

## Visitas de alto nivel
Visitas de alto nivel de Surinam a México
- Presidente Ronald Venetiaan (2002)
- Presidente Dési Bouterse (2012)
- Presidente Chan Santokhi (2021)

## Acuerdos bilaterales
Ambas naciones han firmado algunas acuerdos bilaterales como un Acuerdo de Cooperación Científica y Técnica (2012); Acuerdo de Cooperación en Agricultura y para capacitar a diplomáticos surinameses en español (2012) y un Memorando de Entendimiento para el Establecimiento de un Mecanismo de Consulta sobre Asuntos de Interés Común. Cada año, México otorga becas gubernamentales a estudiantes surinameses para aprender español y/o estudiar una maestría en México.

## Relaciones comerciales
En 2023, el comercio bilateral entre México y Surinam ascendió a $25.8 millones de dólares. Las principales exportaciones de México a Surinam incluyen: tubos y tuberías, productos siderúrgicos, vehículos y tractores, extractos de malta y petróleo. Las principales exportaciones de Surinam a México incluyen: llaves de ajuste manual, maquinaria y aparatos mecánicos, contenedores y prendas de vestir.
La empresa mexicana multinacional Cemex opera en Surinam.

## Misiones diplomáticas residentes
- México está acreditado a Surinam desde su embajada en Puerto España, Trinidad y Tobago y mantiene un consulado honorario en Paramaribo.[11]
- Surinam está acreditado a México desde su embajada en Washington D. C., Estados Unidos.[12]